# Roger Taylor (bubnjar Durana Durana)
Roger Andrew Taylor (Nechells, Birmingham, Engleska 26. travnja 1960.) engleski je glazbenik, najpoznatiji kao bubnjar engleskog novo valnog sastava Duran Duran, od njegova osnutka do 1985. godine, i ponovno od 2001. godine pa do danas.
Iako se preziva isto kao i basist John, i bivši gitarist Andy, Durana Durana, međusobno nisu u rodu.
Dijeli isto ime i prezime s još jednim poznatim engleskim bubnjarom sastava Queen, Rogerom Taylorom.

## Rani život
Roger Andrew Taylor rođen je u skromnoj obitelji. Do jedanaeste godine živio je na području Shard Enda u Birminghamu, a kasnije na području Castle Bromwicha. Otac mu je radio u automobilskoj industriji. Počeo je bubnjati oko dvanaeste godine te je sam sebe učio kroz sviranje uz svoje najdraže albume. Prva ambicija mu je bila postati vratar engleskog nogometnog kluba Aston Ville te ga je otac vodio na svaku domaću utakmicu kluba. Na kraju je ipak zasvirao na stadionu Villa Park, kao bubnjar Durana Durana 1983. godine na njihovom dobrotvornom koncertu. Taylorovi glavni uzori dok je odrastao bili su bubnjari Paul Thompson iz Roxy Music, Charlie Watts iz Rolling Stonesa i Tony Thompson iz Chica
Prije no što se pridružio Duranu Duranu, Taylor je nastupao za nekoliko škola (Park Hall School u Castle Bromwichu, Warwickshire) i nekoliko klupskih sastava. Nakon što je bio inspiriran lokalnim punk sastavima koji su nastupali u noćnom klubu Barbarella's u Birminghamu, osnovao je novo valni/punk sastav Scent Organs, koji su bili regionalni finalisti časopisa Melody Maker za najbolji mladi sastav 1978. godine. Nakon što se sastav raspao samo godinu dana poslije 1979. godine, pridružio se Duranu Duranu. Postao je poznat kao 'šutljivi' te je uvijek govorio kako preferira govoriti kroz svoje bubnjeve.

## Duran Duran: 1979. – 1986.
Taylor je postao internacionalna zvijezda, skupa s ostalim članovima Durana Durana, zbog njihova proboja ranih 80-ih. Svirao je bubnjeve na prva tri studijska albuma sastava (Duran Duran, Rio, i Seven and the Ragged Tiger) i na albumu uživo Arena. Godine 1985., sastav je snimio glavnu pjesmu za James Bondov film Pogled na ubojstvo, koja je postala njihova druga pjesma koja je dospjela na prvo mjesta američkih ljestvica i jedina glavna James Bond pjesma koja je dospjela na to mjesto. Ipak, žestok raspored snimanja i turneja te pritisak slave, ostavili su Rogera Taylora nesretnim u sastavu te je zbog toga i napustio sastav 1986. godine. Njegov konačni nastup s prvobitnom postavom Durana Durana bio je u srpnju 1985. godine, na Live Aid dobrotvornom koncertu u Philadelphiji, koji je imao globalnu publiku od 2 milijarde. Taylor i ostatak sastava primili su po dvije Grammy nagrade tijekom ovog perioda.
Prije no što je napustio sastav, radio je s članovima Durana Durana Simonom Le Bonom i Nickom Rhodesom na albumu So Red The Rose za njihov drugi projekt Arcadia iz 1985. godine. Na albumu su se pojavili Sting, David Gilmour, Herbie Hancock i Grace Jones. Taylor je također doprionosio i na drugom projektu Duran Duran članova, Power Stationovoj pjesmi "Some Like It Hot" s njihova istomena albuma.
Ubrzo nakon napuštanja sastava, kupio je farmu u brdima Gloucestershirea, kako bi živio tih i ugodan život, podalje od glazbenog svijeta. Časopis The Sun saznali su za to te su posvetili cijelu stranicu o njegovom napuštanju te ga prozvali 'pustinjakom popa'. U početku je njegova stanka bila planirana samo godinu dana, ali ostali članovi sastava su 1986. godine izjavili kako je Roger Taylor napustio Duran Duran.

## Povratak u Duran Duran, 1994. i 2001.–danas
Godine 1994., dok je bio u posjetu prijatelju u Parizu, privremeno se pridružio Duranu Duranu kako bi snimio bubnjeve za tri pjesme na njihovom albumu obrada Thank You (iako su samo dvije završile na albumu), te se kasnije pojavio u videu za pjesmu "Perfect Day" i na Top of the Pops izvodbi pjesme.
Godine 1997., Taylor se ponovno počeo interesirati za glazbenu industriju. Na kratko je osnovao electro/dance sastav Freebass, koji je objavio samo jedan singl, "Love Is Like Oxygen", (obrada pjesme sastava Sweet) koju je objavila nepoznata diskografska kuća Cleveland City Records. Pjesma je završila u top deset na ljestvici dance glazbe UK-a. Taylor je također producirao electro-house pjesme s članom Freebassa Jakeom Robertsom, pod imenom Funkface. Lost This Feeling i Shine koja je objavila Taylorova vlastita kuća Rt Music.
Konačno, Tayor se ponovno pridružio Duranu Duranu 2001. godine, pošto su se svi članovi iz Rio ere ponovno okupili kako bi snimili novi materijal te ponovno nastupali kao kvintet. Okupljanje rezultiralo je potpunom rasprodajom pet koncerata, te potpisivanjem za Epic Records u New Yorku. Sastav je ubrzo objavio hit singl (Reach Up for The) Sunrise i hit album Astronaut.
'Astronaut' turneja, trajala je više od dvije godine, s koncertima svugdje po svijetu. Sastav je prikupio nekoliko nagrada.
Bacio se i u DJ vode 2003. godine. Nastupao je u Londonskom klubu te je puštao mikseve housea i hip-hopa. Kroz godine, stekao je određenu slavu te se i danas bavi time.
U siječnju 2016. godine, Peace Tracks, dobrotvorna organizacija kojoj je cilj spojiti drugačije kulture i zemlje kroz glazbu, je objavila nekoliko pjesama na kojima Taylor svira zajedno s ostalim izvođačima kao što su ABBA, Philip Glass, Angélique Kidjo i Anoushka Shankar.

## Osobni život
Taylor ima troje djece – James, Ellea i Elliot – s prvom ženom Giovannom, s kojom se kasnije razveo. Godine 2004., časopis Tatler imenovao ga je petim najželjenijim neženjom u Engleskoj, pored Princa Williama i Hugha Granta. Godine 2007., Taylor je oženio Gisellu Bernales na otoku Svete Lucije. Rodila je prvo dijete para, sina imena Julian Roger, 9. srpnja 2011. godine.
U rujnu 2018. godine, Taylora je gradsko sveučilište Birminghama imenovalo kao jednog od najinspirativnijih ljudi koji su pohađali to sveučilište ikad.